# Katumotoa bambusicola
Katumotoa bambusicola är en svampart som beskrevs av Kaz. Tanaka & Y. Harada 2005. Katumotoa bambusicola ingår i släktet Katumotoa och familjen Phaeosphaeriaceae.   Inga underarter finns listade i Catalogue of Life.